# Luxor Parc
 (août 2025).
Si vous disposez d'ouvrages ou d'articles de référence ou si vous connaissez des sites web de qualité traitant du thème abordé ici, merci de compléter l'article en donnant les références utiles à sa vérifiabilité et en les liant à la section « Notes et références ».
 (août 2025).
Motif : Rue sans notoriété évidente. Sources secondaires semblent absentes.
- Archive Wikiwix
- Bing
- Cairn
- DuckDuckGo
- E. Universalis
- Gallica
- Google
- G. Books
- G. News
- G. Scholar
- Persée
- Qwant
- (zh) Baidu
- (ru) Yandex
- (wd) trouver des œuvres sur Wikidata

| 1. | Préciser le motif de la pose du bandeau. | Précisez le motif de la pose du bandeau en utilisant la syntaxe suivante : {{admissibilité à vérifier\|date=août 2025\|motif=remplacez ce texte par le motif}}                  |
| 2. | Informer les utilisateurs concernés.     | Pensez à avertir le créateur de l'article, par exemple, en insérant le code ci-dessous sur sa page de discussion : {{subst:avertissement admissibilité à vérifier\|Luxor Parc}} |

Le Luxor Parc est un clos de la commune d'Auderghem à Bruxelles en Belgique. D'une longueur d'environ 230 mètres, elle aboutit sur le boulevard du Souverain. 

## Historique et description
La villa au n° 20 de la rue était déjà habitée avant que la rue n'ait un nom. Le domaine avait été appelé Luxor Parc par son propriétaire, l'architecte René Lebrun, d'après la ville touristique de Louxor, très en vogue à l'époque. Il y créa le très select Luxor Tennis Club, pour mettre en valeur ce terrain pentu de 2 ha, afin de le lotir pour des villas.
Le géomètre Louis Berlaimont en dressa les plans de voirie. 
Le 7 juin 1924, le collège adopta le nom de Luxor Parc pour baptiser la rue.
Le club périclita et fut vendu par une société hypothécaire à l'Union minière du Haut Katanga, après quoi il devint l'Albert Ier Tennis Club, avant de sombrer définitivement.
Premier permis de bâtir délivré le 15 septembre 1923 pour le n° 20.